# Choctaw Lake
Choctaw Lake é uma Região censo-designada localizada no estado norte-americano de Ohio, no Condado de Madison.

## Demografia
Segundo o censo norte-americano de 2000, a sua população era de 1562 habitantes.

## Geografia
De acordo com o United States Census Bureau tem uma área de
3,1 km², dos quais 2,1 km² cobertos por terra e 1,0 km² cobertos por água.

## Localidades na vizinhança
O diagrama seguinte representa as localidades num raio de 20 km ao redor de Choctaw Lake.